# ووميرا
ووميرا هي بلدة، في أستراليا، تقع في جنوب أستراليا، بلغ عدد سكانها 146  نسمة وذلك حسب إحصائيات سنة 2016، رمزها البريدي هو 5720.

## المناخ
يظهر الجدول التالي التغييرات المناخية على مدار السنة لووميرا:
| البيانات المناخية لـووميرا        | البيانات المناخية لـووميرا | البيانات المناخية لـووميرا | البيانات المناخية لـووميرا | البيانات المناخية لـووميرا | البيانات المناخية لـووميرا | البيانات المناخية لـووميرا | البيانات المناخية لـووميرا | البيانات المناخية لـووميرا | البيانات المناخية لـووميرا | البيانات المناخية لـووميرا | البيانات المناخية لـووميرا | البيانات المناخية لـووميرا | البيانات المناخية لـووميرا |
| الشهر                             | يناير                      | فبراير                     | مارس                       | أبريل                      | مايو                       | يونيو                      | يوليو                      | أغسطس                      | سبتمبر                     | أكتوبر                     | نوفمبر                     | ديسمبر                     | المعدل السنوي              |
| --------------------------------- | -------------------------- | -------------------------- | -------------------------- | -------------------------- | -------------------------- | -------------------------- | -------------------------- | -------------------------- | -------------------------- | -------------------------- | -------------------------- | -------------------------- | -------------------------- |
| الدرجة القصوى °م (°ف)             | 48.1 (118.6)               | 46.8 (116.2)               | 43.0 (109.4)               | 39.9 (103.8)               | 31.4 (88.5)                | 28.9 (84.0)                | 28.6 (83.5)                | 32.6 (90.7)                | 38.6 (101.5)               | 41.9 (107.4)               | 44.9 (112.8)               | 45.4 (113.7)               | 48.1 (118.6)               |
| متوسط درجة الحرارة الكبرى °م (°ف) | 34.6 (94.3)                | 33.8 (92.8)                | 30.5 (86.9)                | 25.5 (77.9)                | 20.7 (69.3)                | 17.4 (63.3)                | 17.0 (62.6)                | 19.0 (66.2)                | 22.7 (72.9)                | 26.4 (79.5)                | 29.9 (85.8)                | 32.4 (90.3)                | 25.8 (78.4)                |
| متوسط درجة الحرارة الصغرى °م (°ف) | 19.6 (67.3)                | 19.4 (66.9)                | 16.9 (62.4)                | 13.1 (55.6)                | 9.5 (49.1)                 | 6.7 (44.1)                 | 5.8 (42.4)                 | 6.8 (44.2)                 | 9.5 (49.1)                 | 12.4 (54.3)                | 15.5 (59.9)                | 17.7 (63.9)                | 12.7 (54.9)                |
| أدنى درجة حرارة °م (°ف)           | 8.3 (46.9)                 | 10.3 (50.5)                | 8.4 (47.1)                 | 4.8 (40.6)                 | −0.3 (31.5)                | 0.0 (32.0)                 | −0.9 (30.4)                | −1.4 (29.5)                | 1.8 (35.2)                 | 4.4 (39.9)                 | 5.5 (41.9)                 | 8.8 (47.8)                 | −3.3 (26.1)                |
| الهطول مم (إنش)                   | 16.1 (0.63)                | 19.6 (0.77)                | 13.2 (0.52)                | 12.4 (0.49)                | 18.1 (0.71)                | 16.1 (0.63)                | 14.5 (0.57)                | 13.3 (0.52)                | 14.5 (0.57)                | 15.1 (0.59)                | 16.4 (0.65)                | 14.4 (0.57)                | 183.5 (7.22)               |
| متوسط أيام هطول الأمطار           | 2.9                        | 2.6                        | 2.6                        | 2.8                        | 5.0                        | 5.3                        | 5.7                        | 5.3                        | 4.8                        | 4.3                        | 4.4                        | 3.4                        | 49.1                       |
| المصدر:                           |                            |                            |                            |                            |                            |                            |                            |                            |                            |                            |                            |                            |                            |